# 芝加哥之死
《芝加哥之死》發表於1964年1月《現代文學》第十九期，是白先勇前往美國進修後的第一部短篇小說，是他文筆完全成熟的顛峰作品。
1963年，白先勇寫完〈畢業〉（又名〈那晚的月光〉）一文後前往美國愛荷華大學創作班深造，出國前夕，母親逝世，他回憶「初來美國，完全不能寫作，因為環境遽變，方寸大亂，無從下筆」。直至1964年聖誕節於芝加哥度假，心裏感觸良多，因而再次執筆，寫成《芝加哥之死》。許多評論家以為，這是他的轉型之作，內容描述主角吳漢魂在美國苦讀六年，沒有任何娛樂，除了打工、上課外，獨自一人待在冬冷夏熱的地下室裡唸書。他失去了深愛他的女朋友，又收到了母親病逝的電報。身為華人中的西洋文學的博士，彷彿是命運的嘲笑，無從選擇的他，在自傳中寫下「吳漢魂，中國人，三十二歲，文學博士，一九六〇年六月一日芝加哥大學畢業」後，他心中不由自主的接了下去「一九六〇年六月二日凌晨死於芝加哥，密歇根湖」的結局。
夏志清稱此文「在文體上表現的是兩年中潛心修讀西洋小說後的驚人進步」，而「象徵方法的運用，和主題命意的擴大，表示白先勇已進入了新的成熟境界」。